# بوچوسنت‌لاسلو
بوچوسِنت‌لاسلو (به مجاری:  Búcsúszentlászló) یک منطقهٔ مسکونی در مجارستان است که در ناحیه زالائگرسگ واقع شده‌است.